# Louise Stichel
Louise Jeanne Judith Stichel (née Luigia Giovanna Giuditta Manzini, dite Madame Stichel) est une danseuse et maîtresse de ballet née à Milan le 20 juillet 1856 et morte à Paris 14e le 6 novembre 1942.
Elle a été longtemps à tort nommée Thérèse Stichel, par confusion avec son plus célèbre ballet La Fête chez Thérèse.

## Carrière
En 1918, Louise Stichel règle les ballets aux Folies-Bergère.

## Ouvrages et articles
- Alfred Auguste Baron, Les Petites coulisses de l’Opéra, Paris, A. Delmare, 1913.
- Lynn Garafola, Legacies of twentieth-century dance, Middletown, Connecticut, Wesleyan University Press, 2005.
- Carole Giorgis, Spectacles & spectateurs à Nice dans l'entre-deux guerres. Étude de la danse théâtrale dans les manifestations artistiques et mondaines, mémoire de maîtrise d'histoire sous la direction de Paul Gonnet, Université de Nice, 1988-1989.
- Hélène Marquié, « Enquête en cours sur Madame Stichel (1856 - ap. 1933) », Recherches en danse (lire en ligne).
- Hélène Marquié, « Entrez dans la danse, créez de la danse ! Maîtresses de ballet à la Belle Époque », in La Belle Époque des femmes, 1889-1914, textes réunis par François Le Guennec et Nicolas-Henri Zmelty, Paris, L'Harmattan, 2013, pp. 75-88.
- Édouard Noël et Edmond Stoullig, Les Annales du théâtre et de la musique 1886, Paris, Charpentier et Cie, 1887.
- Au coeur du ballet émission radio france musique, par Hyppolite Pérès, du dimanche 13 Avril 2025, à 13h30, sur Louise Stichel                                    https://www.radiofrance.fr/francemusique/podcasts/au-coeur-du-ballet/louise-stichel-danseuse-et-maitresse-de-ballet-3609734